# Михайлов, Александр Анатольевич (музыкант)
Алекса́ндр Анато́льевич Миха́йлов (28 апреля 1956 — 6 ноября 2019) — советский и российский музыкант-ударник, музыкальный педагог, профессор и руководитель ударной секции оркестрового факультета Санкт-Петербургской консерватории, заслуженный артист РФ (2003).

## Биография
В 1980 г. окончил Ленинградскую консерваторию по классу ударных инструментов проф. А. В. Иванова. Одновременно с учёбой работал в оркестре Театра оперы и балета им. Кирова (ныне Мариинский театр).
С 1982 по 1989 — солист-литаврист Академического симфонического оркестра Ленинградской государственной филармонии.
C 1985 г. преподавал в Санкт-Петербургской консерватории.
С 1989 г. артист ЗКР академического симфонического оркестра Санкт-Петербургской филармонии.
Скончался 6 ноября 2019 года.

## Звания
- Заслуженный артист Российской Федерации[4]

## Жюри конкурсов
- V Всероссийский открытый конкурс музыкантов-исполнителей на духовых и ударных инструментах им. Н. А. Римского-Корсакова, г. Санкт-Петербург, 2001 г., председатель жюри[5]
- I Международный конкурс духовых и ударных инструментов имени Н. А. Римского-Корсакова, г. Санкт-Петербург, 2004 г., член жюри[6]
- Открытый детско-юношеский конкурс исполнителей на ударных инструментах, г. Санкт-Петербург, 2013 г., 2016 г., председатель/член жюри[7]